# 芸能マイスタ
『芸能マイスタ』（げいのうマイスタ）は、1982年4月5日から10月1日までよみうりテレビ製作のワイドショー「2時のワイドショー」の第2部として放送されていた日本テレビ製作のワイドショー番組である。放送時間は毎週月曜 - 金曜14:55 - 15:15（日本標準時）。

## 概要
平日17:10で単独放送されていた帯番組「マイスタ芸能ワイド」を前身とするコーナー。内容自体は「マイスタ芸能ワイド」とほぼ同じで、同番組から引き続き三笑亭夢之助が司会を務めていた。また、同番組から引き続き日本テレビエンタープライズがコーナー制作を請け負っていた。

## 放送局
「マイスタ芸能ワイド」とその前身の「爆笑!!マイスタ」は日本テレビとテレビ新潟の2局だけで放送されていたが（さらにその前身である「タウン5」は静岡第一テレビでも放送）、「2時のワイドショー」のコーナーと化したことによってネット局が一気に14局にまで増えた。
以下は「マイスタ芸能ワイド」から引き続きネットしていた局。
- 日本テレビ（NTV）：製作局。
- テレビ新潟（TNN）

以下は「2時のワイドショー」の放送枠拡大に伴ってネットを開始した局。
- テレビ岩手（TVI）
- ミヤギテレビ（mm34）
- 福島中央テレビ（FCT）
- 山梨放送（YBS）
- テレビ信州（TSB）
- 静岡第一テレビ（SDT）
- 中京テレビ（CTV）
- よみうりテレビ（YTV）
- 広島テレビ（HTV）
- 西日本放送（RNC）
- 福岡放送（FBS）
- くまもと県民テレビ（KKT）

| 日本テレビ 平日14:55 （「2時のワイドショー」に内包）          | 日本テレビ 平日14:55 （「2時のワイドショー」に内包） | 日本テレビ 平日14:55 （「2時のワイドショー」に内包）                      |
| 前番組                                                        | 番組名                                               | 次番組                                                                    |
| ------------------------------------------------------------- | ---------------------------------------------------- | ------------------------------------------------------------------------- |
| テレビガイド（番宣番組）                                      | 芸能マイスタ （1982年4月5日 - 1982年10月1日）        | 酒井広のうわさのスタジオ （1982年10月4日 - 1987年10月2日） ※14:55 - 15:45 |
| 日本テレビ 平日15:00 （「2時のワイドショー」に内包）          |                                                      |                                                                           |
| テレビドラマシリーズ/時代劇シリーズ （1974年7月 - 1982年3月） | 芸能マイスタ （1982年4月5日 - 1982年10月1日）        | 酒井広のうわさのスタジオ （1982年10月4日 - 1987年10月2日） ※14:55 - 15:45 |